# 3 de la Balena
3 de la Balena (3 Ceti) és un estel situat a la constel·lació de la Balena de magnitud aparent +4,95. S'hi troba, d'acord amb la nova reducció de les dades de paral·laxi d'Hipparcos —1,56 ± 0,31 mil·lisegons d'arc—, a uns 2.090 anys llum del sistema solar, xifra només aproximada donat l'ampli marge d'error inherent a la mesura.
3 de la Balena és una supergegant taronja de tipus espectral K3I.
Té una temperatura efectiva de 4.183 ± 23 K —encara que altres estudis rebaixen aquest valor fins als 4.052 K— i una lluminositat 10.170 vegades superior a la del Sol. Gira sobre si mateixa amb una velocitat de rotació projectada de 5,8 km/s. Presenta una metal·licitat una mica més elevada que la solar ([Fe/H] = +0,22). Encara que indubtablement és un estel massiu, no existeix consens quant al valor de la seva massa; diferents fonts situen aquest valor entre les 7,9 i les 9 masses solars. La seva edat aproximada és de gairebé 30 milions d'anys.
3 de la Balena apareix com a possible variable en el New Catalogue of Suspected Variable Stars. Rep la denominació de variable provisional de NSV 13.